# Юрмальський трамвай
Юрмальський трамвай — ліквідована трамвайна мережа у місті Юрмала, Латвія, що  діяла у 1912—1933 роках.

## Історія
Будівництво трамвая почалося у 1911 році та введена в експлуатацію 16 червня 1912 року, ширина колії — 1000 мм, довжина лінії — 7,5 км. Лінія з самого початку була електрифікована. Проте рух на електротязі здійснювався лише влітку. Взимку працював паровоз з причепленими трамвайними вагонами. У 1915 році трамвайний рух було зупинено на лінії і рухомий склад було евакуйовано у Стару Руссу.
Наприкінці 1920-х років по трасі колишньої трамвайної лінії була прокладена лінія широкої колії (1524 мм).
У 1930—1933 роках рух обслуговували трамваї з двигуном внутрішнього згоряння (газолинові та дизельні). У 1933 році трамвайна мережа була ліквідована та замінена автобусами.

## Рухомий склад
Станом на 1915 рік мережу обслуговували п'ять вагонів «Фенікс» та 4 причіпних вагони.

## Маршрут
- Залізнична станція Кемері — Яункемері.